# 434.
◄ | 4. stoljeće | 5. stoljeće | 6. stoljeće | ►
◄ | 400-ih | 410-ih | 420-ih | 430-ih | 440-ih | 450-ih | 460-ih | ►
◄◄ | ◄ | 431. | 432. | 433. | 434. | 435. | 436. | 437. | ► | ►►
Astronomija • Književnost • Kršćanstvo • Pravo • Promet

## Događaji
- Atila preuzima zajedno s bratom Bledom vodstvo nad hunima
- Flavius Aetius dostiže uz pomoć huna vodeću funkciju kao Magister Militum i Patricius u zapadno-rimskom carstvu. Kao znak zahvalnosti daje hunima dio panonije.
- Proclus postaje Metropolit Carigrada

## Smrti
- 12. travnja Maximianus, patriarh Carigrada.

## Vanjske poveznice
|  | Zajednički poslužitelj ima još gradiva o temi 434. |